# Izraelicka Niezależna Gmina Wyznaniowa w Poznaniu
Izraelicka Niezależna Gmina Wyznaniowa w Poznaniu – dawna reformowana gmina żydowska z siedzibą przy ul. Podmokłej 11a/1 w Poznaniu, założona 25 maja 2001 roku. Kontynuowała ona działalność poznańskiej gminy reformowanej z lat 1854–1921, na czele której stali rabini Joseph Perles i Philipp Bloch. Od swojego wyodrębnienia w 2001 roku pozostawała w opozycji do Związku Gmin Wyznaniowych Żydowskich w RP. W 2005 roku liczyła 35 wyznawców i dwóch duchownych, a trzy lata później już tylko 20 członków i jednego duchownego. W 2011 liczba wiernych mieściła się w zakresie 1–99 osób. Gmina została wykreślona z rejestru kościołów i innych związków wyznaniowych w 2016 roku.
W swoim funkcjonowaniu odwoływała się do polsko-niemiecko-żydowskiego dziedzictwa kulturowego oraz liberalnego nurtu w judaizmie. Sprawowała opiekę nad wielkopolskimi kirkutami i zabytkami kultury polsko-niemiecko-żydowskiej. Jej członkowie wierzyli w objawienie Tory Mojżeszowi, uznawanego za założyciela religii i twórcę przymierza między Bogiem a ludem izraelskim. Byli oni zobowiązani są do przestrzegania przepisów rabinicznych i rytualnych. Święta obchodzone były w częściowo uproszczonej formie.